# Episodi di Summer Crush (quarta stagione)
La quarta stagione di Summer Crush è composta da 26 episodi ed è stata trasmessa in Francia sul canale France 2 dal 14 al 28 agosto 2010.
| nº | Titolo originale           | Titolo italiano           | Prima TV Francia | Prima TV Italia |
| -- | -------------------------- | ------------------------- | ---------------- | --------------- |
| 1  | Australie, route 123       | La strada australiana     | 14 agosto 2010   |                 |
| 2  | Le Massacre te changera    | Il massacro               | 14 agosto 2010   |                 |
| 3  | Le Revenant                | Il fantasma               | 16 agosto 2010   |                 |
| 4  | L'Aveu                     | La confessione            | 16 agosto 2010   |                 |
| 5  | L'Enigmatique M. Watson    | L'enigmatico Mr. Watson   | 17 agosto 2010   |                 |
| 6  | L'Inauguration de Léo      | L'inaugurazione           | 17 agosto 2010   |                 |
| 7  | Le Chemin de la vérité     | La via della verità       | 18 agosto 2010   |                 |
| 8  | Se retrouver               | Soddisfazioni             | 18 agosto 2010   |                 |
| 9  | L'Incroyable vérité        | La verità                 | 19 agosto 2010   |                 |
| 10 | Impardonnable?             | Imperdonabile             | 19 agosto 2010   |                 |
| 11 | Réglements de comptes      | Il regolamento            | 20 agosto 2010   |                 |
| 12 | La Terre de mon père       | La terra di mio padre     | 20 agosto 2010   |                 |
| 13 | Le Cheval perdu            | Il cavallo                | 21 agosto 2010   |                 |
| 14 | La Tribu de Soleil         | La tribù del sole         | 21 agosto 2010   |                 |
| 15 | La Forêt sans avenir       | Foresta senza uscita      | 23 agosto 2010   |                 |
| 16 | Mon père ce menteur        | Mio padre è un bugiardo   | 23 agosto 2010   |                 |
| 17 | J'ai vu un massacre        | Ho visto un massacro      | 24 agosto 2010   |                 |
| 18 | C'est mon destin?          | Il mio destino            | 24 agosto 2010   |                 |
| 19 | Watson contre Watson       | Watson vs Watson          | 25 agosto 2010   |                 |
| 20 | L'Australie d'Alex         | L'australia di Alex       | 25 agosto 2010   |                 |
| 21 | L'Amour ne lui suffit plus | Bisogna amarlo abbastanza | 26 agosto 2010   |                 |
| 22 | La Pierre d'adoption       | L'adozione                | 26 agosto 2010   |                 |
| 23 | Choisir                    | La scelta                 | 27 agosto 2010   |                 |
| 24 | L'Arbre percé              | L'albero arroccato        | 27 agosto 2010   |                 |
| 25 | Prédiction                 | La predizione             | 28 agosto 2010   |                 |
| 26 | Alex forever               | Alex per sempre           | 28 agosto 2010   |                 |